# Ананьев, Вадим Петрович
Вадим Петрович Ананьев (род. 21 марта 1959, Куйбышевская область, РСФСР, СССР) — советский и российский певец, ведущий солист Академического ансамбля песни и пляски Российской армии имени А. В. Александрова. Народный артист Российской Федерации (2005). Обладатель мягкого лирического тенора широкого диапазона, что позволяет на протяжении последних десятилетий являться бессменным солистом песен «Калинка» и «Катюша» в составе хора Ансамбля.

## Биография
Вадим Петрович Ананьев родился 21 марта 1959 года в деревне Куйбышевской (ныне Самарской) области. Отец был сельским ветеринаром, мать — поваром. С отличием окончил музыкальную школу по классу фортепиано. С 1977 по 1979 год проходил срочную воинскую службу в ракетных войсках стратегического назначения в Белоруссии, во время которой играл в духовом оркестре.
После службы в армии окончил дирижерско-хоровое отделение Казанского государственного института культуры и служил солистом Йошкар-Олинского музыкального театра. В 1984 году поступил на вокальный факультет Государственного музыкально-педагогического института им. Гнесиных, в класс народного артиста России профессора Константина Павловича Лисовского. Именно по его совету осенью 1987 года Вадим Петрович успешно принял участие в конкурсном отборе в хор Академического ансамбля песни и пляски Российской армии имени А. В. Александрова.
С 1999 года — солист хора ансамбля. В составе хора ансамбля на протяжении всех лет работы принимает участие в праздничных концертах, гастрольных турах по крупным и мелким городам России, Европы, Азии, Америки. Многократно выступал в местах военных конфликтов на территориях Югославии, Чечни, Сирии.
Во многих отечественных и зарубежных средствах массовой информации упоминается как «мистер Калинка» за исполнение сольной партии в известной русской песне.
В 2004 году Вадим Петрович исполнил «Калинку» и другие известнейшие песни для Папы Римского Иоанна Павла II на эксклюзивном концерте в честь 26-летия его понтификата в Апостольском дворце в Ватикане и получил высокую оценку исполнительского мастерства — награждён серебряной медалью Папского совета. По приглашению председателя Папского совета по культуре кардинала Джанфранко Равази, народный артист России Вадим Ананьев принял участие во встрече Папы Римского Бенедикта XVI с деятелями искусства в Сикстинской капелле, состоявшейся 21 ноября 2009 года. На встрече присутствовали 250 художников, скульпторов, архитекторов, писателей, музыкантов, певцов, театральных и кинорежиссёров со всего мира.
25 декабря 2016 года, в связи с рождением сына, Ананьев не полетел с ансамблем на выступление на авиабазу Хмеймим ВКС России в Сирии. В тот день самолёт потерпел крушение и погибла большая часть Ансамбля имени Александрова.

### Семья
- Женат, имеет четырёх детей (три сына и дочь)[5]. Вместе с семьёй проживает в Москве.

## Признание
- Заслуженный артист Российской Федерации (2000).
- Народный артист Российской Федерации (2005).
- Благодарность Правительства Российской Федерации (6 апреля 2009 года) — за большой вклад в подготовку и проведение Года Российской Федерации в Китайской Народной Республике и Года Китайской Народной Республики в Российской Федерации[6].
- Премия Министерства обороны Российской Федерации в области культуры и искусства (2018) — за музыкальное искусство.

## Исполняемые песни
- «Калинка»
- «Катюша»
- «Смуглянка»

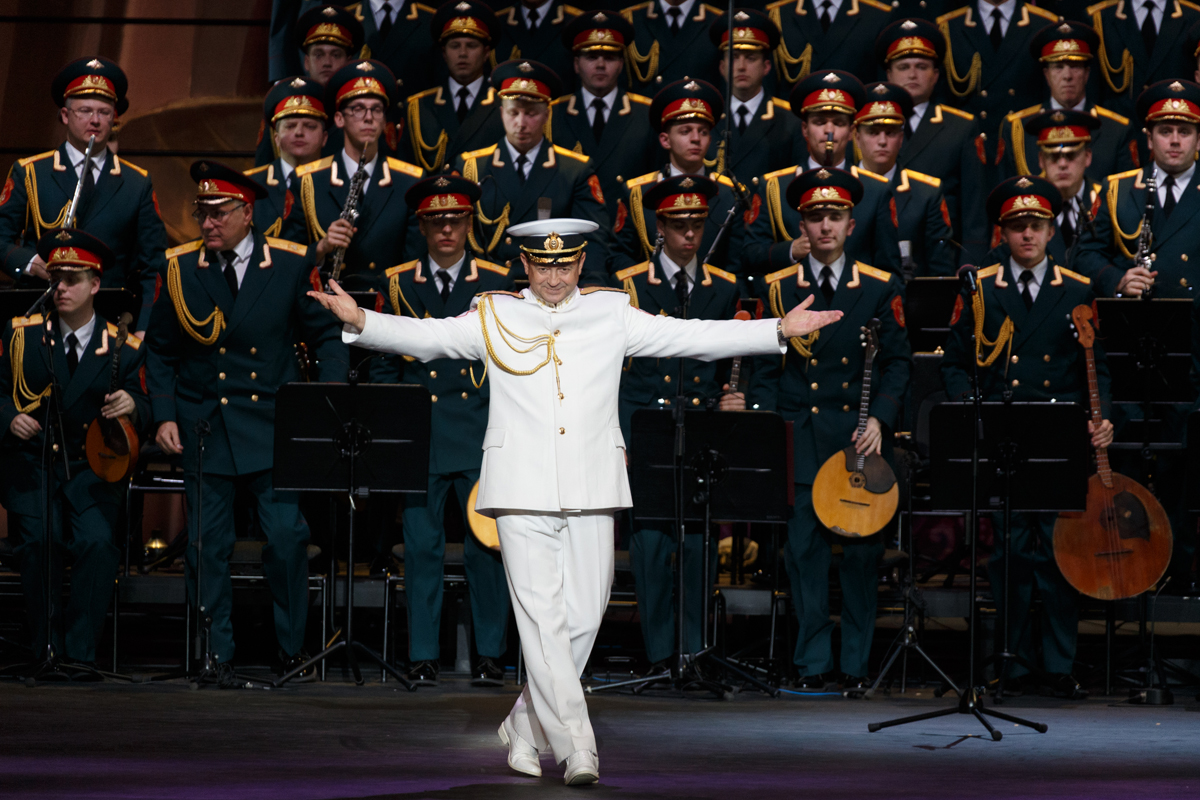
На концерте, посвящённом 90-летию Ансамбля имени Александрова.
Москва, ГАБТ, 15 октября 2018 года

- «Тальяночка (На солнечной поляночке)»
- «Соловьи»
- «Эх, дороги…»
- «Степь да степь кругом»
- «Служить России»
- «Школьный вальс»
- Современная версия Государственного гимна Российской Федерации
- «Берёзовые сны»